# Ronald Storrs
Pour les articles homonymes, voir Storrs.
Ronald Storrs (19 novembre 1881 — 1er novembre 1955) est un militaire britannique qui tint plusieurs postes de responsabilités dans l'administration coloniale britannique.

## Biographie
Durant la Première Guerre mondiale, Storrs est un des membres du Bureau arabe et participe aux négociations entre Sharif Husayn et le gouvernement britannique.
Il est gouverneur de Jérusalem de 1917 à 1920, gouverneur de Judée jusqu'en 1926, de Chypre jusqu'en 1932 et de Rhodésie du Nord jusqu'en 1934 quand il quitte l'administration coloniale.
Dans son récit autobiographique, Les Sept Piliers de la sagesse, Thomas Edward Lawrence qualifie Storrs d'« Anglais le plus brillant du Moyen-Orient ».

## Décorations
- Ordre de Saint-Michel et Saint-Georges Chevalier commandeur (KCMC) en 1929[2]. Compagnon (CMG) en 1916[3].
- Ordre de l'Empire britannique à titre civil Commandeur (CBE) en 1919[4].
- Commandeur de l'ordre de la Couronne d'Italie en 1919[5].

## Documentation
- (en) Biographie
- (en) Mémoires de Ronald Storrs
- Segev, Tom, One Palestine, Complete, First Holt Paperbacks Editions, 2001,  (ISBN 978-0-8050-6587-9) pour la période 1917 — 1926.